# Belmont-lès-Darney
Belmont-lès-Darney is een gemeente in het Franse departement Vosges (regio Grand Est) en telt 113 inwoners (1999). De plaats maakt deel uit van het arrondissement Épinal.

## Geboren
- Hubert Ponscarme (1827-1903), beeldhouwer en medailleur

## Geografie
De oppervlakte van Belmont-lès-Darney bedraagt 4,0 km², de bevolkingsdichtheid is 28,3 inwoners per km².
De onderstaande kaart toont de ligging van Belmont-lès-Darney met de belangrijkste infrastructuur en aangrenzende gemeenten.

## Demografie
Onderstaande figuur toont het verloop van het inwonertal (bron: INSEE-tellingen).